# Комізо
Комізо (італ. Comiso, сиц. Còmmisu) — муніципалітет в Італії, у регіоні Сицилія,  провінція Рагуза.
Комізо розташоване на відстані близько 580 км на південь від Рима, 170 км на південний схід від Палермо, 12 км на захід від Рагузи.
Населення — 29 984 особи (2014).

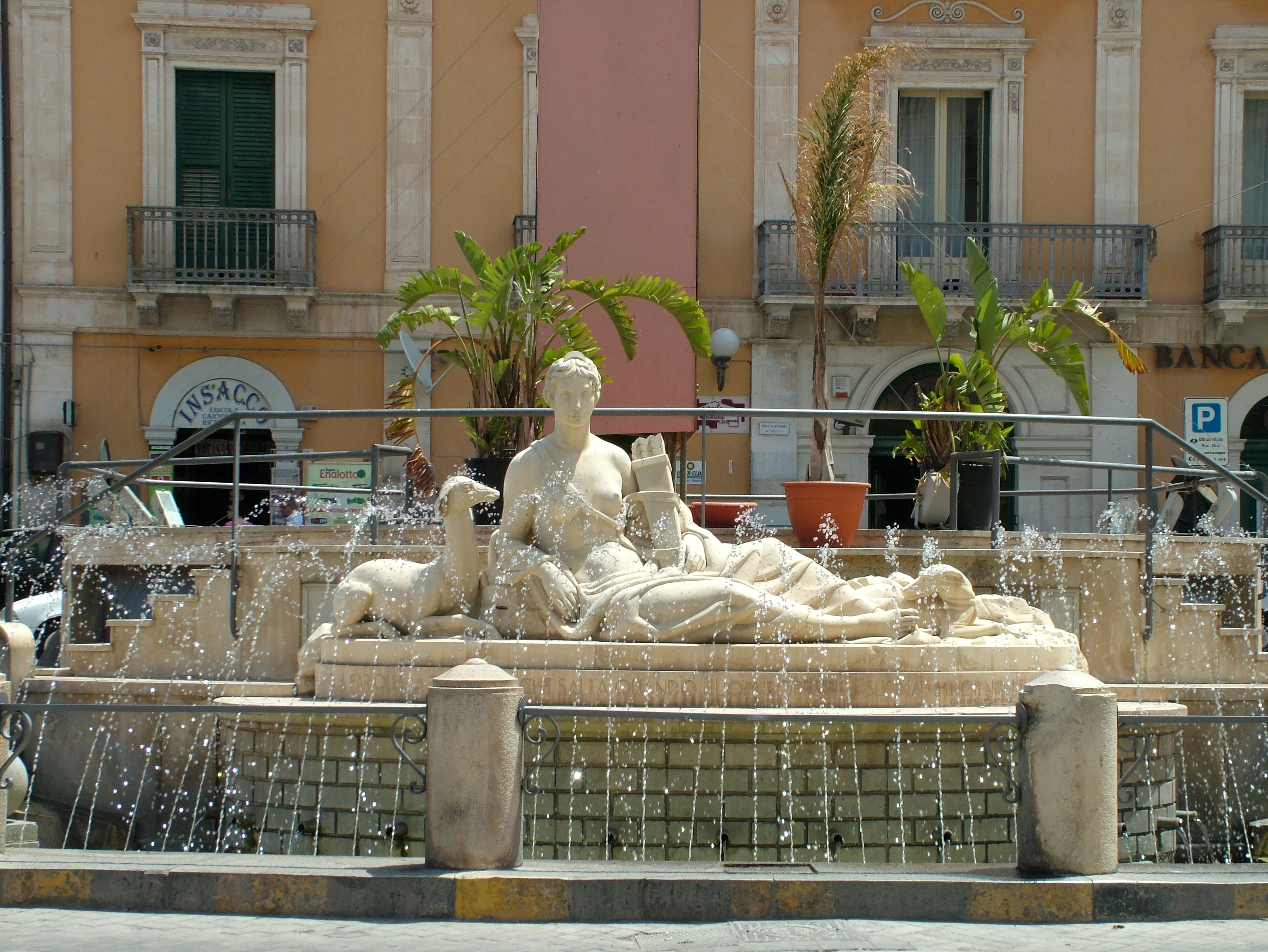

Щорічний фестиваль відбувається другої неділі липня. Покровитель — святий Власій.

## Демографія
Населення за роками:

Станом на 1 січня 2023 року в муніципалітеті офіційно проживали 3182 іноземці з 64 країн, серед них 695 громадян країн Євросоюзу та 132 громадяни України.

## Сусідні муніципалітети
- К'ярамонте-Гульфі
- Рагуза
- Вітторія